# Bohuslav Vaněk-Úvalský
Bohuslav Vaněk-Úvalský (Praga, 13 de febrero de 1970) es un escritor y periodista checo.

## Biografía
El abuelo de Bohuslav Vaněk-Úvalský era amigo de Jaroslav Hašek, y se llamaba Úvalský, por lo que Bohuslav incorporó dicho epíteto a su apellido.
Estudió en la Escuela de Imprenta entre 1984 y 1988; luego trabajó como editor de Redhot y Víkend MF Dnes, pasó a ser subeditor de la revista Mladá fronta Plus y finalmente editor jefe de Rodinný dům. En 1993 fundó en Praga la editorial Krásné nakladatelství —fundamentalmente dedicada a la poesía—, la cual dirigió hasta 1997. También ha trabajado en agencias de publicidad, dedicándose al diseño gráfico. Actualmente reside en Praga.

## Obra
El debut literario de Bohuslav Vaněk-Úvalský tuvo lugar con la colección Nářez brouků na palouku (1994), publicada por su propia editorial, a la que siguieron las obras Naivní román y Psí roky.
Su ulterior Poslední bourbon (1996), en parte autobiográfica, trata sobre un editor de poesía que toca fondo, sin que sea capaz de recuperarse y salir adelante.
La novela Zabrisky (1999) describe los lances de un escritor que no tiene necesidad de comunicar nada al mundo, por lo que escribe para otros autores que sí anhelan la fama pero no son capaces de escribir algo notable por ellos mismos.
Según el crítico literario Ondřej Bezr, «el lector no sólo tiene la sensación de haber leído una obra entretenida, sino también de haber descubierto que dentro de la joven literatura checa existe claridad así como un punto de vista independiente».
El siguiente trabajo de Vaněk-Úvalský fue Brambora byla pomeranč mého dětství (en español «Las patatas fueron las naranjas de mi niñez», 2002), novela absurda sobre el totalitarismo en Checoslovaquia.
Su obra en prosa Ženy, Havel, hygiena (2003), consta de 72 microrrelatos ligeros sobre mujeres.
El protagonista tiene el empeño de permanecer soltero, por lo que sucesivamente va rompiendo sus noviazgos con distintas mujeres, pero casi inmediatamente después de cortar inicia una nueva relación con otra joven. Este libro ha sido traducido al polaco.
De 2012 es el libro Žena se nedá loupat jako banán, parodia de una mujer inmersa en una farsa de detectives. 

## Estilo
Aunque los textos literarios de Vaněk-Úvalský principalmente se caracterizan por su fresco y peculiar humor así como por su mistificación —muchos de sus trabajos toman la forma de una comedia—, en la mayor parte de las obras del autor cada vez es más patente el aspecto estilístico y lingüístico.
En su prosa, llena de alegría y humor, penetran gradualmente temas más serios, y sus protagonistas —que en un principio son de corte autobiográfico— se truecan en personas que intentar vivir y sobrevivir en la sociedad moderna.

## Obras
- Nářez brouků na palouku (1994)
- Zabrisky (1999)
- Poslední bourbon (2000)
- Brambora byla pomeranč mého dětství (2001)
- Ženy, Havel, hygiena (2003)
- Žena se nedá loupat jako banán (2012)